# Discovery Regional Service Board
Het Discovery Regional Service Board is een regional service board (RSB) in Newfoundland en Labrador, de oostelijkste provincie van Canada. De op een intercommunale gelijkende organisatie staat officieel in voor het afvalbeheer op het Oost-Newfoundlandse schiereiland Bonavista.
De publieke entiteit bestaat vanwege de inactiviteit van de raad echter al jaren vrijwel uitsluitend op papier. Daardoor wordt het provinciaal afvalbeleid in de betreffende regio nauwelijks tot niet uitgevoerd.

## Geschiedenis

### Oprichting
Op 9 juli 2013 richtte het provinciebestuur van Newfoundland en Labrador het Discovery Regional Service Board op. Dit gebeurde op basis van de "Regional Service Boards Act, 2012", de toen recent in werking getreden hernieuwde versie van de oorspronkelijke "Regional Service Board Act" (1990) die in voege trad in 2004.
Het RSB staat ook wel bekend als de Discovery Waste Management Region of als de Bonavista Peninsula Waste Management Region.

### Inactiviteit
Het Discovery Regional Service Board bestaat, na eerst zo'n drie jaar actief geweest te zijn, de facto uitsluitend nog op papier daar de intergemeentelijke raad niet langer actief is. Dit is vooral te wijten aan de angst die de lokale besturen hebben voor hoge implementatiekosten.
Eind 2019 – ruim zes jaar na de oprichting van het RSB – stelde de provincie vast dat er op Bonavista weinig vooruitgang geboekt is in het toepassen van de provinciale afvalbeheerstrategie. Sommige gemeenschappen op het schiereiland gebruiken wel dezelfde vuilnisophaalfirma, maar de tarieven voor de burgers kunnen van dorp tot dorp nog sterk verschillen. De afbouw van het aantal lokale vuilnisbelten was eveneens miniem daar in de periode 2002–2019 slechts een van de tien stortplaatsen definitief sloot. De vuilnisbelten staan onder toezicht van lokale besturen en zijn meestal basale stortplaatsen zonder meer.

### Fusieplannen
Op 31 december 2019 publiceerde het Department of Municipal Affairs and Environment een rapport met betrekking tot de provinciale afvalbeheerstrategie. Daarin werd geadviseerd om over te gaan tot een fusie van het Discovery RSB, Burin Peninsula RSB en Eastern RSB tot een enkele entiteit bevoegd over heel Oost-Newfoundland. Anno 2024 zijn er echter nog geen concrete stappen in die richting gezet.

## Werkingsgebied
In de onderstaande lijst staan de negen gemeenten, acht local service districts en de plaatsen zonder lokaal bestuur vermeld die deel uitmaken van de Discovery Region, namelijk het gebied waar het Discovery Regional Service Board officieel gezien de bevoegdheid heeft om een afvalbeheerssysteem uit te bouwen, uit te baten en te onderhouden. Het betreft een gebied met zo'n 9.800 inwoners dat in essentie overeenkomt met het schiereiland Bonavista.
- Birchy Cove (LSD)
- Bloomfield
- Bonavista (gemeente)
- Bunyan's Cove (LSD)
- Canning's Cove
- Champney's East
- Champney's West
- Dunfield
- Duntara
- Elliston (gemeente)
- English Harbour
- Hodderville
- Keels (gemeente)
- King's Cove (gemeente)
- Knights Cove
- Lethbridge and Area (LSD)
- Lower Amherst Cove
- Middle Amherst Cove
- Musgravetown (gemeente)
- New Bonaventure
- Newman's Cove (LSD)
- Old Bonaventure
- Open Hall-Red Cliffe (LSD)
- Spillars Cove (LSD)
- Summerville-Princeton-Southern Bay (LSD)
- Plate Cove East
- Plate Cove West
- Port Blandford (gemeente)
- Port Rexton (gemeente)
- Stock Cove
- Tickle Cove
- Trinity (gemeente)
- Trinity Bay North (gemeente)
- Trinity East
- Trouty
- Upper Amherst Cove (LSD)